# Rhopalopsyllus saevus
Rhopalopsyllus saevus är en loppart som först beskrevs av Jordan et Rothschild 1923.  Rhopalopsyllus saevus ingår i släktet Rhopalopsyllus och familjen Rhopalopsyllidae. Inga underarter finns listade i Catalogue of Life.